# Louis August du Plessis de Richelieu
Louis August du Plessis de Richelieu (7. januar 1856 i Løjt ved Aabenraa – 30. maj 1910) var kommandør og yngre broder til Andreas du Plessis de Richelieu.
Han blev født 7. januar 1856 som søn af præst L.A.E.S. du Plessis de Richelieu og hustru født Ulstrup. Han blev gift med Hilda Sarah Blanche, født Ames den 5. juli i Bangkok.
Han var formand for motorcycelklubben Elleham, medlem af bestyrelserne for Dampskibsselskabet Urania, Internationalt Dampskibs- og Bjergnings Compagni, A/S Alfred Christensen & Co., Nordisk Lloyd Assurance Kompagni og Damskibsselskabet Turisten.
Han var Ridder af Dannebrogordenen samt dekoreret med den italienske Skt. Mauritius & Skt. Laurentius Orden, Preussiske Krone Orden, Siamesiske Krone Orden, Siamesiske Hvide Elefant Orden og Østrigske Franz Joseph Orden.